# Louppy-le-Château
Louppy-le-Château é uma comuna francesa na região administrativa de Grande Leste, no departamento de Meuse. Estende-se por uma área de 18,76 km². Em 2010 a comuna tinha 164 habitantes (densidade: 8,7 hab./km²).